# 쇠멧박쥐
쇠멧박쥐 또는 일본멧박쥐(Nyctalus furvus)는 애기박쥐과 멧박쥐속에 속하는 박쥐이다. 일본의 토착종이다. 작은멧박쥐(Nyctalus noctula)의 아종으로 간주해 왔지만 2000년대 이후 별도의 종으로 인정하고 있다.

## 특징
보통 크기의 박쥐로 몸통 길이가 77~78.5mm, 전완장이 50.6~52.2mm, 꼬리 길이가 48~48.5mm이다. 발 길이는 11.8~13.5mm, 귀 길이는 14.6~17.5mm이다. 털은 짧고 무성하며 윤이 난다. 일반적인 털 색깔은 짙고 누르스름한 갈색을 띤다. 주둥이는 넓다. 핵형은 2n=44, FNa=52이다.

## 생태
나무 구멍 속에 은신한다. 건물 안에서 겨울잠을 잔다. 먹이는 곤충이다.

## 분포 및 서식지
일본 혼슈의 이와테현과 후쿠시마시 지역에서만 알려져 있다. 일차림에서 서식한다.